# Caralluma staintonii
Caralluma staintonii là một loài thực vật có hoa trong họ La bố ma. Loài này được H.Hara mô tả khoa học đầu tiên năm 1977.